# Operadores de búsqueda
Los operadores de búsqueda, también conocidos cómo operadores booleanos, son palabras o símbolos que se emplean como nexos entre los términos de una búsqueda (en cualquier motor de búsqueda de Internet) con tal de establecer una determinada relación conceptual entre los mismos. Lo que nos permiten estos operadores es obtener resultados más concretos y, por lo tanto, información de mejor calidad.

## Tipos
Existen diferentes tipos de operadores de búsqueda.

### Operadores booleanos lógicos
Estos son breves palabras en inglés que, aplicadas a dos términos, indican la relación que se desea establecer entre ellas.
- AND: Este indica que ambas palabras deben aparecer en los resultados de la búsqueda.
- NOT: Da la orden de que, en los resultados, se excluya rotundamente el segundo término.
- OR (O): Este operador indica que pueden aparecer en los resultados tanto la primera palabra como la segunda, indiferentemente.

### Operadores de truncamiento
Estos operadores se emplean con tal de que el buscador no tenga en cuenta las variaciones en los finales de las palabras (de plural, de colectivo, de profesión, etc), es decir, los morfemas de estas, sino que busque resultados de palabras que contengan la raíz léxica de la palabra que nos interesa. Esto permite ampliar los resultados.
Para llevar a cabo este tipo de búsqueda, es necesario añadir, al final de la palabra, un asterisco (*), el cual indica la omisión de una o más letras. Si omitimos únicamente una, también podemos usar en su lugar un símbolo de interrogación (?). Así, si buscamos bibliot* o bibliot?, el motor de búsqueda nos ofrecerá resultados que contengan las palabras biblioteca, bibliotecario, biblioteconomía, etc.

### Operadores de proximidad
Este tipo de operadores miden la distancia a la cual queremos que se encuentren los términos de nuestra búsqueda en los resultados. Es decir, si queremos que se encuentren lo más cerca posible, alejadas, etc.
- NEAR: este operador especifica que nos interesa que los términos aparezcan cercanos entre sí en cualquier orden. Ejemplo: calentamiento NEAR global. Ahora bien, si escribimos NEAR/x podremos indicar que queremos que los términos aparezcan separados por un número X de palabras entre sí. Ejemplo: reforma NEAR/4 senado.[4]
- SAME: funciona de manera similar al operador booleano AND. Restringe la búsqueda a términos que aparecen en la misma dirección.
- ADJ: este operador indica que los términos deben aparecer el uno seguido del otro, sin palabras entre ellos. También se puede utilizar el guion (-) en su lugar.[1]

### Operadores de campo
Estos nos permiten especificar a que campo concreto, en relación con el término en cuestión, queremos que pertenezcan los resultados.
- A: en relación con el campo autor
- T: cómo título
- S: para buscar en el campo materia
- M: en relación con el campo multimedia[2]

## los operadores
Los distintos tipos de operadores de búsqueda, debido a su flexibilidad, son perfectamente combinables. Ahora bien, igual que en las operaciones matemáticas, hay algunos que ejercen prioridad sobre los otros.
El orden de prioridad de los operadores más comunes es el siguiente: 
1. NEAR/x
2. SAME
3. NOT
4. AND
5. OR

Por ejemplo, supongamos que realizamos la siguiente búsqueda: cine OR televisión AND terror. En este caso, el motor de búsqueda buscará resultados que incluyan televisión y terror, y resultados que tengan la palabra cine. 
Ahora bien, si queremos anular la prioridad de operadores, podemos utilizar lo paréntesis, con tal de que la expresión que aparezca entre estos, se lleve a cabo en primer lugar. Así, si realizamos de nuevo la búsqueda del ejemplo anterior pero esta vez la formulamos de la siguiente manera: (cine OR televisión) AND terror; obtendremos resultados que contendrán la palabra cine o televisión indiferentemente, a la vez que el término terror.